# Баотоу Эрлибань (аэропорт)
Аэропорт Баотоу Эрлибань (кит. трад. 包头机场, упр. 包頭機場, пиньинь Bāotóu Jīchǎng), (ИАТА: BAV, ИКАО: ZBOW) — гражданский аэропорт, расположенный в 22 километрах от центральной части городского округа Баотоу (Внутренняя Монголия), КНР.
Аэропорт класса 4D эксплуатирует одну взлётно-посадочную полосу 13/31 длиной 2800 метров с асфальтовым покрытием, с обоих концов оборудованную радиомаяками системы инструментального захода на посадку.
Аэропорт Баотоу Эрлибань обслуживает самолёты Boeing 737-900 и Boeing 767-300ER.

## Авиапроисшествия
- 21 ноября 2004 года. Bombardier CRJ-200 (регистрационный B-3072), выполнявший регулярный рейс 5210 в Шанхай, через минуту после взлёта потерпел крушение в аэропорту Баотоу Эрлибань. Погибли все 53 человека, находившиеся на борту самолёта, и два человека на земле[2][3].